# El Museo Yucateco
El Museo Yucateco fue un periódico científico y literario que se publicó mensualmente en San Francisco de Campeche entre 1841 y 1842, antes de que ese puerto dejara de formar parte del Estado de Yucatán. Su promotor y director principal fue el escritor peninsular Justo Sierra O'Reilly. Entre otros redactores acreditados figuró también Vicente Calero Quintana.

## Datos históricos
Impreso en los talleres de José María Peralta, el periódico fue creado con el propósito manifiesto de ofrecer y divulgar conocimientos sobre ciencia y arte, excluyéndose expresamente los asuntos de carácter político. El campo de acción de la publicación se enfocó a temas arqueológicos —particularmente de la cultura maya precolombina—, históricos, de la tradición peninsular y de la producción artística en el Yucatán decimonónico.
Algunos de los tópicos que Justo Sierra O'Reilly llevó a las páginas del periódico fueron firmados con su seudónimo José Turrisa, como fue el caso de las profecías atribuidas a sacerdotes indígenas mayas. En su momento publicó la obra de José Martínez de la Pedrera con relación al sonado caso y al juicio del aventurero danés Juan Gustavo Nordingh de Witt. Se publicaron también fragmentos de la obra histórica de Diego López de Cogolludo y de la obra del explorador estadounidense John L. Stephens sobre su viaje a Yucatán, Chiapas y Centroamérica.